# Oligoneurus rufithorax
Oligoneurus rufithorax är en stekelart som beskrevs av Sergey A. Belokobylskij 1993. Oligoneurus rufithorax ingår i släktet Oligoneurus och familjen bracksteklar. Inga underarter finns listade i Catalogue of Life.